# Камчатский радиотелецентр РТРС
Камчатский краевой радиотелевизионный передающий центр (филиал РТРС «Камчатский КРТПЦ») — подразделение Российской телевизионной и радиовещательной сети, основной оператор цифрового эфирного телевидения в Камчатском крае.
Камчатский краевой радиотелевизионный передающий центр снабжает цифровым эфирным и аналоговым эфирным теле- и радиосигналом население Камчатского края. Вещание ведется с 33 объектов связи. 20 цифровых эфирных телеканалов и 3 радиостанции доступны для 97,5 % жителей края.

## История
В 1936 году в городе Елизово открыто предприятие радиовещания и радиосвязи. Помимо предоставления радиосвязи работники предприятия оповещали население о природных катаклизмах — цунами, извержениях вулканов.
В апреле 1936 года во время проведения всесоюзного радиофестиваля на Камчатке появилась устойчивая радиосвязь с Москвой.
13 января 1937 года из студии радиокомитета на улице Советской прозвучала первая камчатская передача, что дало старт регулярному радиовещанию на полуострове. В прямом эфире дикторы читали объявления, выпуски «Последних известий», делали обзоры на газеты «Камчатская правда» и «Камчатский комсомолец». Художественные произведения читались под аккомпанемент пианиста, который также находился в студии. Передачи камчатского радио слушали жители Петропавловска-Камчатского и его окрестностей.
10 декабря 1940 года приказом Камчатского областного управления связи организован Петропавловский городской радиоцентр. В его состав вошли: две передающие станции, расположенные в районе нынешнего г. Елизово, передающая станция, расположенная в п. Авача возле Петропавловска-Камчатского и радиобюро. Городской радиоцентр подчинялся Хабаровской дирекции радиосвязи и радиовещания.
В 1956 году при образовании Камчатской области Петропавловский радиоцентр вышел из состава технических средств Хабаровской дирекции. Петропавловский радиоцентр переименован в Камчатский областной радиоцентр Министерства связи СССР.
В 1961 году на Никольской сопке был построен аппаратно-студийный комплекс, кинопроекционная, зал передатчиков МТР 5/2,5, 100-метровая башня.
С 1 мая 1961 года начались первые опытные передачи, которые проходили по три раза в неделю, продолжительностью по два-три часа. Это были местные информационные передачи, которые транслировались на Петропавловск-Камчатский в прямом эфире.
17 октября 1961 года был подписан акт приема телецентра, дата стала официальным днем начала регулярного телевизионного вещания на Камчатке.
В 1967 году заработала передвижная станция. В этом же году с запуском первых спутников связи Молния жители Камчатки получили возможность смотреть программы центрального телевидения.
В 1972 году камчатское телевидение стало «цветным».
21 февраля 1974 года образован Областной радиотелевизионный передающий центр Камчатского областного производственно-технического управления связи, который выводил в эфир две программы — центрального телевидения и местного вещания.
С 1973 года по зоне Сибири и Дальнего Востока начали строить первые станции космической связи Орбита. К 1981 году на Камчатке ввели в эксплуатацию 5 таких станций в Петропавловске-Камчатском (Нагорный), Ключах, Палане, Тиличиках, Оссоре. Благодаря этому центральное телевидение появилось в районах Камчатской области. С пуском «Орбиты» в Петропавловске-Камчатском дальнейшее развитие получила и междугородная телефонная связь — увеличилось количество каналов на Москву, Новосибирск, Комсомольск-на-Амуре.
В 1980-е годы состоялась модернизация систем приема Экран и Москва, что позволило начать повсеместную трансляцию второй программы центрального телевидения практически по всей Камчатке.
В 1983 году было решено перенести телецентр на новое место, так как во многих районах Петропавловска-Камчатского прием телевизионного сигнала был неудовлетворительным. Работники ОРТПЦ своими силами построили новое здание на Мишенной сопке и возвели мачту высотой 80 метров, что существенно улучшило прием ТВ программ в областном центре.
В 1985 году закончилось строительство радиорелейной линии Петропавловск-Мильково-Козыревск, что позволило развивать телевидение в поселках, расположенных в долине реки Камчатка.
В 1985 году при взаимодействии с военно-космическим ведомством работники станции «Орбита» в п. Нагорном обеспечили передачу информации в центр управления полетами при запуске космического корабля "Буран".
В 1988 году с помощью спутника Горизонт вещание местной студии телевидения распространилось практически на всю Камчатскую область.
20 ноября 1992 года зарегистрирован Камчатский государственный радиотелевизионный передающий центр, ставший правопреемником ОРТПЦ на основании Постановления градоначальника Петропавловска-Камчатского.
5 октября 1998 года Камчатский областной радиотелевизионный передающий центр на основании Указа Президента РФ от 08.05.1998 № 511 и в соответствии с Постановлением Правительства РФ от 27.07.1998 № 844 реорганизован в филиал ФГУП ВГТРК «Камчатский областной радиотелевизионный передающий центр».
С 2000 года на полуострове началась установка приемников «PANSAT» и «HUMAX» для трансляции десятого частотного канала, это позволило обеспечить вещание телекомпании НТВ.
1 января 2002 года на основании Указа Президента Российской Федерации от 13.08.2001 № 1031, распоряжений Правительства Российской Федерации от 17.11.2001 № 1516-р, от 29.12.2001 № 1760-р филиал ВГТРК «Камчатский ОРТПЦ» выделен из состава ВГТРК, создан филиал РТРС «Камчатский ОРТПЦ».
1 ноября 2006 года филиал в качестве центра телерадиовещания и спутниковой связи вошел в состав Дальневосточного регионального центра РТРС.
1 ноября 2018 года центр телерадиовещания и спутниковой связи Петропавловска-Камчатского вышел из состава Дальневосточного регионального центра, образован филиал «РТРС» «Камчатский КРТПЦ».

## Деятельность
C 2011 по 2017 годы на Камчатке велось строительство сети цифрового эфирного телерадиовещания по федеральной целевой программе «Развитие телерадиовещания в Российской Федерации на 2009—2018 годы». За это время на полуострове построены с нуля 23 цифровых передающих станции.
22 апреля 2011 года началась тестовая трансляция 10 телеканалов первого мультиплекса с 10 передатчиков в Петропавловске-Камчатском, Усть-Большерецке, Мильково, Ключах, Соболево, Тигиле, Оссоре, Коряках, Озерновском, Апаче.
24 марта 2014 года в Петропавловске-Камчатском началась трансляция второго мультиплекса.
26 августа 2014 года на Камчатке изменен стандарт вещания с DVB-T на DVB-T2.
23 августа 2016 года генеральный директор РТРС Андрей Романченко и губернатор Камчатского края Владимир Илюхин подписали соглашение о сотрудничестве в области развития телевидения и радиовещания в регионе.
В 2017 году на Камчатке завершилось строительство телесети первого мультиплекса. Вещание ведется с 33 цифровых передающих станций.
25 декабря 2018 года в Камчатском крае начали работу все передатчики второго мультиплекса.
Камчатка вошла в третий этап отключения аналогового вещания. 3 июня 2019 года в регионе прекратилась трансляция аналоговых федеральных телеканалов. Регион полностью перешел на цифровое вещание.
6 ноября 2020 года филиал завершил работы по подготовке к началу вещания первого мультиплекса в селе Каменское Пенжинского района. Жителям населенного пункта стало доступно цифровое телевидение.

## Организация вещания
РТРС транслирует в Камчатском крае:
- 20 телеканалов и три радиостанции в цифровом формате;
- 10 радиостанций в аналоговом формате.

Инфраструктура эфирного телерадиовещания камчатского филиала РТРС включает:
- краевой радиотелецентр;
- производственное территориальное подразделение (цех);
- 33 радиотелевизионных передающих станции;
- 37 антенно-мачтовых сооружений;
- передающую земную станцию спутниковой связи;
- 35 приемных земных станций спутниковой связи;
- 66 цифровых телевизионных передатчиков;
- 28 радиовещательных передатчиков;
- 3 точки присоединения операторов кабельного телевидения;
- 33 устройства замещения регионального контента (реплейсера);
- 10 устройств вставки локального контента (сплайсеров)[28].

### Антенно-мачтовые сооружения
|    | Название объекта         | Район                    | Охват населения, чел | Высота, м | Мощность, кВт | Дата запуска РТРС-1 | Дата запуска РТРС-2 |
| 1  | Анавгай                  | Быстринский район        | ~510                 | 20        | 0,05          | 09.03.2014          | 28.11.2018          |
| 2  | Апача                    | Усть-Большерецкий район  | ~960                 | 70        | 0,1           | 22.04.2011          | 08.12.2018          |
| 3  | Атласово                 | Мильковский район        | ~660                 | 20        | 0,01          | 21.04.2014          | 12.12.2018          |
| 4  | Вилючинск                |                          | ~22900               | 42        | 0,2           | 03.05.2017          | 24.12.2018          |
| 5  | Дальний                  | Елизовский район         | ~60                  | 15        | 0,01          | 16.12.2013          | 06.12.2018          |
| 6  | Долиновка                | Мильковский район        | ~270                 | 10        | 0,01          | 21.04.2014          | 28.11.2018          |
| 7  | Зеленая роща             | Петропавловск-Камчатский | ~7720                | 43        | 0,1           | 27.12.2013          | 17.02.2018          |
| 8  | Кавалерское              | Усть-Большерецкий район  | ~750                 | 20        | 0,01          | 10.12.2014          | 06.12.2018          |
| 9  | Карымай                  | Усть-Большерецкий район  | ~60                  | 10        | 0,01          | 16.12.2014          | 06.12.2018          |
| 10 | Ключи                    | Усть-Камчатский район    | ~4650                | 82        | 0,1           | 22.04.2011          | 05.12.2018          |
| 11 | Козыревск                | Усть-Камчатский район    | ~1050                | 30        | 0,05          | 26.11.2014          | 12.12.2018          |
| 12 | Коряки                   | Елизовский район         | ~5390                | 43        | 0,1           | 22.04.2011          | 24.12.2018          |
| 13 | Лазо                     | Мильковский район        | ~360                 | 43        | 0,01          | 14.05.2014          | 12.12.2018          |
| 14 | Майское                  | Усть-Камчатский район    | ~90                  | 15        | 0,01          | 26.08.2014          | 12.12.2018          |
| 15 | Малка                    | Елизовский район         | ~20                  | 30        | 0,01          | 25.12.2013          | 06.12.2018          |
| 16 | Мильково                 | Мильковский район        | ~7590                | 32        | 0,2           | 22.04.2011          | 21.11.2018          |
| 17 | Начики                   | Елизовский район         | ~1210                | 43        | 0,05          | 16.12.2013          | 06.12.2018          |
| 18 | Никольское               | Алеутский район          | ~680                 | 10        | 0,05          | 01.12.2011          | 05.12.2018          |
| 19 | Озерновский              | Усть-Большерецкий район  | ~2480                | 19        | 0,1           | 22.04.2011          | 12.12.2018          |
| 20 | Октябрьский              | Усть-Большерецкий район  | ~1720                | 20        | 0,05          | 30.12.2014          | 06.12.2018          |
| 21 | Оссора                   | Карагинский район        | ~2110                | 28        | 0,05          | 22.04.2011          | 12.12.2018          |
| 22 | Палана                   | Тигильский район         | ~3100                | 42        | 0,1           | 13.05.2017          | 21.11.2018          |
| 23 | Паратунка                | Елизовский район         | ~3620                | 48        | 0,2           | 03.05.2017          | 24.12.2018          |
| 24 | Петропавловск-Камчатский |                          | ~225770              | 82        | 2             | 22.04.2011          | 24.03.2014          |
| 25 | Пущино                   | Мильковский район        | ~100                 | 10        | 0,01          | 17.06.2014          | 12.12.2018          |
| 26 | Соболево                 | Соболевский район        | ~2150                | 48        | 0,2           | 22.04.2011          | 04.12.2018          |
| 27 | Таежный                  | Мильковский район        | ~120                 | 10        | 0,01          | 31.04.2014          | 05.12.2018          |
| 28 | Тигиль                   | Тигильский район         | ~1510                | 28        | 0,1           | 22.04.2011          | 05.12.2018          |
| 29 | Тиличики                 | Олюторский район         | ~1483                | 43        | 0,2           | 14.06.2017          | 21.11.2018          |
| 30 | Усть-Большерецк          | Усть-Большерецкий район  | ~1870                | 43        | 0,1           | 22.04.2011          | 06.12.2018          |
| 31 | Усть-Камчатск            | Усть-Камчатский район    | ~4750                | 42        | 0,2           | 01.12.2015          | 21.11.2018          |
| 32 | Шаромы                   | Мильковский район        | ~480                 | 10        | 0,01          | 17.06.2014          | 28.11.2018          |
| 33 | Эссо                     | Быстринский район        | ~1920                | 20        | 0,05          | 30.12.2013          | 28.11.2018          |

## Региональное вещание
26 апреля 2018 года камчатский филиал РТРС начал трансляцию программ ГТРК «Камчатка» на телеканалах первого мультиплекса «Россия-1», «Россия-24» и радиостанции «Радио России».

## Награды
Директор филиала Сергей Яковенко награжден благодарностью министра связи и массовых коммуникаций РФ, почетной грамотой Министерства связи и массовых коммуникаций РФ, почетной грамотой Министерства цифрового развития, связи и массовых коммуникаций РФ.
Указом Президента РФ от 03.08.2020 № 493 «О награждении государственными наградами Российской Федерации» директор филиала Сергей Яковенко награжден медалью ордена «За заслуги перед Отечеством» II степени, ведущий инженер по организации эксплуатации и ремонту РТС Мильково Геннадий Пастухов удостоен звания Заслуженный работник связи и информации Российской Федерации.